# Туристичний вузол
Туристичний вузол (туристський вузол, рекреаційно-туристський вузол) — сукупність центрів і закладів рекреаційного обслуговування що розташовані на компактній території. Туристичний вузол являє собою територіально-туристське утворення комплексного характеру, що об'єднане спільністю транспортно-географічного розташування, наявністю деяких рекреаційних ресурсів, розгалуженою системою населених пунктів, значними внутрішніми виробничими і виробничо-технологічними зв'язками. Територіальне зосередження підприємств та установ туризму і відпочинку у одному чи декількох територіально пов'язаних комплексах, які тісно поєднані виробничо-функціональними зв'язками, а також туристським обслуговуванням. В туристичному вузлі зосереджуються не взяті окремо, а взаємодоповнювальні та поєднані рекреаційно-туристичні заклади та підприємства.
Туристичний вузол поєднує кілька об'єктів (як однотипних, так і різнотипних - природних, соціально-економічних та культурно-історичних) в одному або кількох суміжних населених пунктах. Для туристичного вузла властива компактність території, використання спільної інфраструктури, місцевих туристських маршрутів, однорідність туристських потоків. Організуючим ядром вузла є центр туризму, а також поруч розташовані деякі види ресурсів (музеї, культурно-історичні об'єкти, пам'ятки природи тощо). Прикладом можуть бути Ужгородський та Уманський вузли. Туристичні вузли з'єднуються між собою міжрайонними туристськими маршрутами.